# Samuel Rohrer

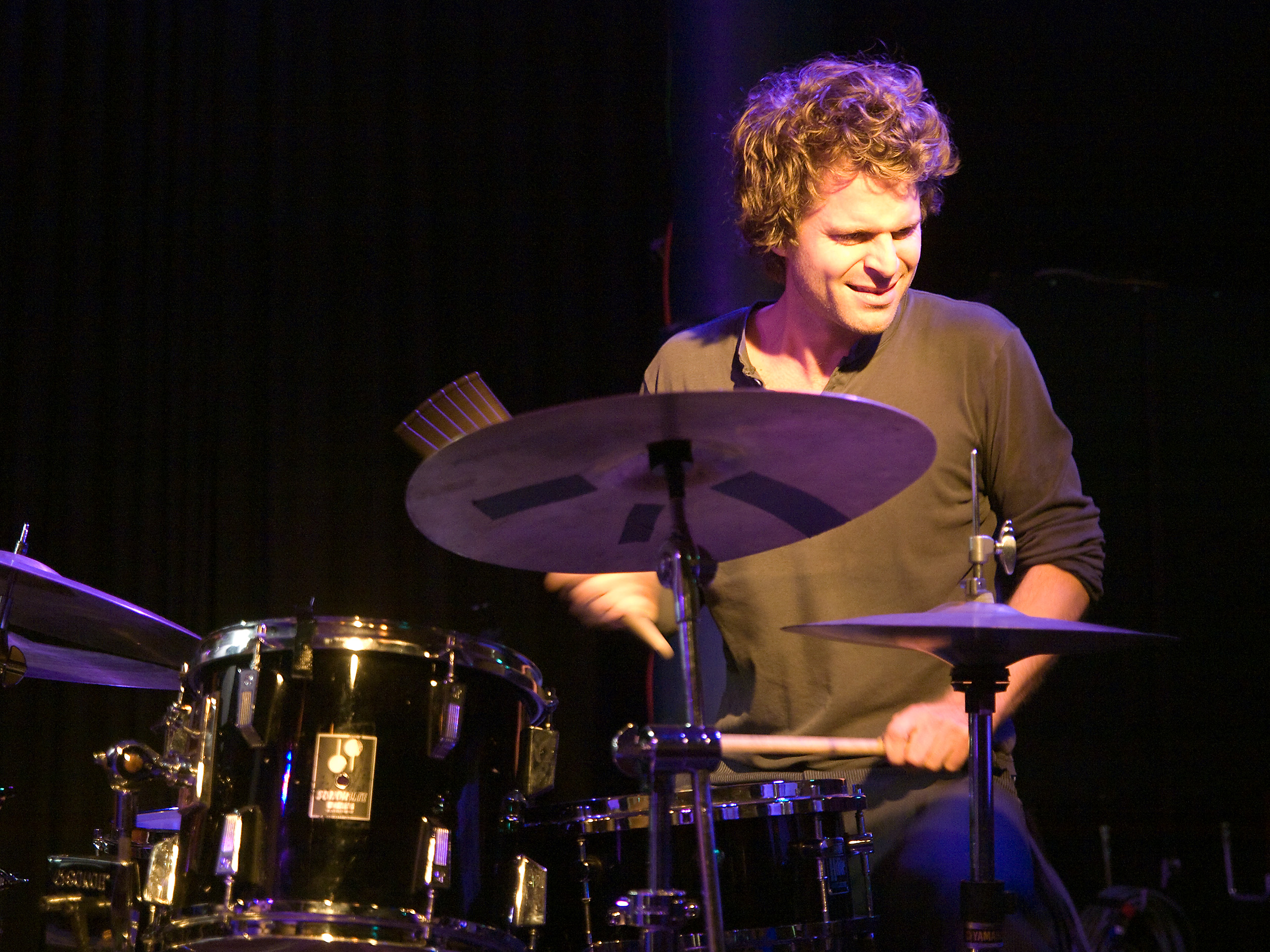
Samuel Rohrer in Jazzclub Unterfahrt (München 2010)

Samuel Rohrer (Bern, 1977) is een Zwitserse jazz-drummer.

## Biografie
Rohrer was van 1995 tot 1998 leerling van Billy Lewis Brooks en studeerde van 1996 tot 1998 aan de Swiss Jazz School in Bern. Vervolgens studeerde hij aan Berklee College of Music in Boston, bij Hal Crook en Ian Froman.
Vanaf 1999 werkte Rohrer als 'sideman', onder andere met Erik Truffaz, Harald Haerter, Wolfgang Muthspiel, Michel Portal, João Paulo Esteves da Silva, Matthieu Michel, Nya, Charles Gayle, Yaya Ouattara, John Lockwood, Herwig Gradischnig, Philippe Aerts, Joe Haider, Vincent Herring, Eric Alexander, Jasper Blom, Stéphan Oliva, Stefan Lievestro, Tony Overwater, Ellis Marsalis, Malcolm Braff, Reggie Johnson, Mark Levine, Christophe Schweizer, Minino Garay, John Schröder, Frank Möbus, Daniel Erdmann, Peter Herbert, Simin Tander en Jean-Paul Brodbeck.
Vanaf 2001 toerde hij in Europa met Susanne Abbuehl, waarmee hij tevens het album April opnam.  Met Claudio Puntin en Peter Herbert richtte hij de groep Tree op. Sinds 2004 treedt hij met Antonis Anissegos, Kalle Kalima en Danny Schroeteler in de groep Lynx op. Daarnaast is hij ook actief in de groep Joyosa, met Markus Stockhausen, Arild Andersen en Ferenc Snétberger. Hij is medeoprichter van het Berlijnse elektro/akoestische trio ambiq, met Claudio Puntin en Max Loderbauer. In 2012 richtte hij het onafhankelijke platenlabel arjunamusic op, waarop ook de albums van ambiq zijn verschenen.

## Discografie (selectie)
- Generations, Brambus 1997, met Stephan Urwyler en Walter Schmocker
- Susanne Abbuehl April, ECM 2000, met Wolfert Brederode en Christof May
- Michael Beck Trio, JazzHausMusik 2001, met Michael Beck en Bänz Oester
- Patrick Muller Trio, PJ Music 2001, met Patrick Muller en Bänz Oester
- The Wild Bunch, MGB 2001, met Werner Hasler, Jürg Bucher, Hans-Peter Pfammatter en Bänz Oester
- The Tide Is In, TCB 2002, met Malcolm Braff en Bänz Oester
- Samuel Rohrer TREE Nolia, JazzHausMusik 2005, met Peter Herbert en Claudio Puntin
- Ailleurs, HatHut Records 2006, met Colin Vallon en Patrice Moret
- Currents, ECM 2007, met Wolfert Brederode, Claudio Puntin en Mats Eilertsen
- Walkabout, Unit 2008, met Malcolm Braff en Bänz Oester
- Sleeping with the Enemy, Jazzwerkstatt 2008, met Daniel Erdmann, Jonas Westergaard
- Noreia, arjunamusic 2012, met Peter Herbert, Claudio Puntin en Skúli Sverrisson
- Sepiasonic Sepiasonic (arjunamusic) 2014
- Ambiq Ambiq (arjunamusic), met Claudio Puntin en Max Loderbauer 2015
- Daniel Erdmann, Samuel Rohrer, Vincent Courtois, Frank Möbus Ten Songs About Real Utopia. 2015 Vierteljahrespreis der Deutschen Schallplattenkritik.[1]
- Simin Tander - The Wind, Jazzland Recordings 2025, met Björn Meyer en Harpreet Bansal